# Easterein
Pour les articles homonymes, voir Oosterend.
Easterein (en néerlandais : Oosterend) est un village de la commune néerlandaise de Súdwest-Fryslân, situé dans la province de Frise. 

## Géographie
Le village se situe à 8 km au nord-ouest de Sneek. Il comprend également les hameaux de Driehuizen (inhabité), Meilahuizen et Schrok.

## Histoire
Le village appartient à la commune d'Hennaarderadeel avant le 1er janvier 1984, où celle-ci est intégrée à la commune de Littenseradiel. Le 1er janvier 2018, cette dernière est à son tour supprimée et Easterein rattaché à Súdwest-Fryslân.

## Démographie
en 2016, la population s'élevait à 975 habitants.

## Personnalités
- Klaas Bruinsma (1931-2018) traducteur littéraire frison.